# Batalla de Fort Carillon
La Batalla de Fort Carillon  va tenir lloc al Fort Carillon (més tard conegut com a Fort Ticonderoga) a la vora del Llac Champlain, a la frontera de l'actual Estat de Nova York i el Canadà entre el 7 i el 8 de juliol de 1758 durant la Guerra Franco-Índia (anomenada Guerra dels Set Anys a Europa). El resultat va ser una inesperada victòria de l'exèrcit francès, dirigit per Louis-Joseph de Montcalm i el Cavaller de Lévis. El general britànic que va patir la derrota va ser James Abercromby.
Molts historiadors militars citen la batalla de Fort Carillon com a exemple d'incompetència militar. Abercromby, confiat a aconseguir una ràpida victòria no es va preocupar de protegir els seus flancs o esperar els reforços d'artilleria. Va decidir llançar un atac frontal, que ja s'havia provat ineficaç en aquestes terres boscoses. D'altra banda, es considera que el marquès de Montcalm va actuar intel·ligentment, amb destresa i traient el màxim partit a les seves tropes, menors en nombre.

## Antecedents
La guerra franco-índia va ser el resultat de les tensions entre britànics i francesos degudes principalment a les pretensions expansionistes de les colònies d'ambdós països. També van entrar en joc qüestions com els conflictes entre els nadius, els quals es van veure obligats a demanar protecció a un o altre imperi colonial. A Europa, Maria Teresa I d'Àustria va decidir recuperar Silèsia, que estava en mans de Prússia des de la Guerra de Successió Austríaca. En el Vell Món, la guerra va començar a la tardor quan Frederic II el Gran de Prússia va decidir avançar-se a Àustria. Fins a l'any 1758, tot i algunes derrotes, els francesos dominaven el conflicte. La campanya militars britàniques del 1758 van tenir tres objectius principals, les captures de Fort Carillon al nord de Nova York, Fort Louisbourg a l'Illa del Cap Bretó, i Fort Duquesne a prop de l'actual Pittsburgh, Pennsilvània.

### Descripció geogràfica
El fort era entre el llac Champlain i el llac George, punt neuràlgic de comunicacions i enclavament natural cobejat per ambdues parts: francesos, que avançaven cap al sud des Quebec, i britànics, que avançaven cap al nord en el seu afany de prendre Nova França. El fort estava envoltat d'espessos boscos i de la riba dels llacs. Els francesos el tenien sòlidament fortificat amb altes barreres, tres bateries d'artilleria i el conjunt defensat per troncs d'arbre tallats, endurits al foc i esmolats (defensa coneguda com abatis). El fort controlava el sud del Llac Champlain i l'accés a la vall del riu Hudson.

### Preparatius
El 4 de juliol de 1758, es va reunir a Fort William Henry un exèrcit britànic format per més de 16.000 homes, el major grup militar desplegat a Amèrica del Nord fins aquell moment. Estava format per 6.000 tropes regulars, entre ells un regiment de Highlanders, i 10.000 milicians. Van arribar al Llac George el 6 de juliol. Formats, a la manera de l'època, en disciplinades columnes d'avanç, els britànics assoliren una zona que prèviament havia estat netejada d'arbres per les seves pròpies avançades, i allà bivaquejaren.

## Batalla

### 7 juliol

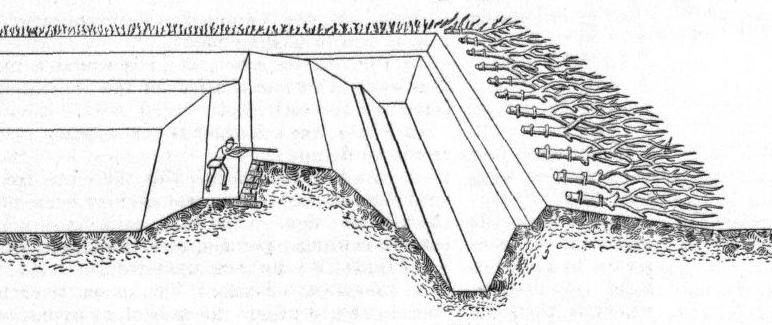
Abatises usats per mantenir l'enemic sota foc per la major quantitat de temps possible.

El general Abercromby va ordenar el 7 de juliol avançar cap al fort. Malauradament per a la seva exèrcit, el camí no era massa ample, de manera que la columna d'avanç va haver estrènyer i es va fer molt llarga. Un grup d'homes va ser enviat d'avançada amb ordres de guiar al gruix de l'expedició i evitar qualsevol atac frontal, eliminant a qualsevol grup de francesos atrinxerat en el camí. No obstant això, no van aconseguir dirigir a la llarga i desordenada columna britànica.
La infanteria lleugera rebre ordres de protegir, de les patrulles franceses, els flancs exposats durant el recorregut. Això els va portar a entrar en una escaramussa. Van vèncer fàcilment al petit grup francès, però van patir la pèrdua de George Howe, el comandant del cos d'infanteria lleugera i segon al comandament. Howe va morir quan estava perseguint als francesos per donar-los caça.
Després d'aquests esdeveniments, Abercromby decidir tornar cap al lloc on havien passat la nit anterior, conscient del cansament dels seus homes. Aquesta mateixa nit, va rebre la notícia que un grup de 3.000 francesos s'acostaven per reforçar la guarnició de Fort Carillon i arribarien aviat.

### 8 juliol
El matí del 8 de juliol Abercromby decidí aprofitar el seu avantatge davant l'enemic abans que rebés els reforços. Les forces britàniques van trobar que la posició francesa estava molt ben fortificada. L'orografia del terreny on es trobaven els donava un únic camí per a l'atac i aquest estava ple d'abatis. El general Abercromby va ordenar precipitadament l'atac al seu exèrcit per aquella via i sense donar temps al canó a arribar al camp de batalla. Els atacants britànics anaven liderats pels Roger's Rangers, els que van abatre als sentinelles francesos abans d'obrir el pas al gruix del seu exèrcit.
No obstant això, la posició francesa era tan bona que podien atacar els anglesos que avançaven estant estirats i protegits. Les baixes van ser nombroses i molt pocs britànics van poder travessar la muralla construïda pels francesos. I aquests pocs van ser ràpidament expulsats.
Abercromby es va veure obligat a donar l'ordre de retirada, encara que en un principi els seus Highlanders no volien rendir tan ràpid després d'haver patit la majoria de les baixes. Els escocesos van ser els que més van patir, per haver estat els primers a arribar i els últims a acceptar la retirada.

## Conseqüències
La batalla va ser la més sagnant de la guerra franco-índia amb més de 3.000 baixes. Les pèrdues franceses van ser d'unes 400, mentre que més de 2.000 eren britàniques. Fort Louisbourg va caure el 26 de juliol de 1758, i el tinent coronel John Bradstreet va renovar una proposta anterior per capturar Fort Frontenac, un fort francès i un lloc comercial a la riba nord del llac Ontario, prop d'on desemboca al riu Sant Llorenç i des d'on es podia transportar i comunicar a altres fortificacions i llocs avançats francesos al llarg de la ruta fluvial entre el riu Sant Llorenç, els Grans Llacs i a la vall d'Ohio. Abercrombie havia rebutjat inicialment la idea per la necessitat de tropes per atacar Carillon, va aprovar el pla de Bradstreet de desplaçar-se per la vall del riu Mohawk fins a Fort Oswego, capturat i cremat pels francesos el 1756 i creuar el llac per assaltar Frontenac, i amb la rendició del destacament francès després de dos dies, els anglesos aconseguien tallar una de les dues grans línies de comunicació i abastament de Mont-real i Quebec. La pèrdua de Louisbourg i Frontenac va obligar els francesos a adoptar una postura defensiva centrada al voltant de Quebec i Mont-real, i l'abandonament de molts dels seus aliats nadius.

## Curiositats
Montcalm va predir que si en algun moment Nova França queia en mans britàniques, Anglaterra perdria les seves colònies americanes, ja que, un cop lliurades del possible enemic fronterer no necessitarien la protecció europea. I va tenir raó i així va succeir, disset anys després. El 1775 es va produir una de les primeres batalles de la Guerra d'Independència dels Estats Units, precisament al Fort Ticonderoga, com es coneixia en aquell moment el Fort Carillon.
La bandera moderna del Quebec està basada en la bandera usada pels milicians francesos de Carillon.